# Аналітичні мови
Аналіти́чні мо́ви (грец. ἀνάλυσις — роз'єднання) — тип мов, у яких зв'язки між самостійними словами виражаються не зміною закінчень або звуків у коренях, а за допомогою порядку слів у реченні та службових частин мови (прийменників, часток, артиклів) тощо. 

## Опис
Класифікація належить Вільгельму Гумбольдту та Августу Вільгельму Шлегелю. До аналітичних мов належать: германські мови, французька, новоперська, болгарська, та інші.
В аналітичних мовах чергування морфем у межах словоформи зберігається в системі відмінювання і частково відміни. Наприклад, у французькій мові je parle — «я говорю», але nous parlons — «ми говоримо», в англійській мові I work — «я працюю», але I worked — «я працював». У синтетичних мовах поширені і аналітичні конструкції. В процесі історичного розвитку мов в аналітичних мовах утворюються нові флективні форми, а в синтетичних мовах флективні форми витісняються аналітичними конструкціями.
Поділ мов на аналітичні та синтетичні ґрунтується на тій або іншій домінантній мовній тенденції, характерній для морфологічної структури словоформи. Форми аналітичних мов зустрічаються паралельно з формами синтетичних мов ще в старолатинській, староіндійській та інших мовах.